# 1756 Джакобіні
1756 Джакобіні (1756 Giacobini) — астероїд головного поясу, відкритий 24 грудня 1937 року.
Тіссеранів параметр щодо Юпітера — 3,398.